# Knooppunt Zadobrova
Knooppunt Zadobrova (Sloveens: Razcep Zadobrova) is een van de vier knooppunten in de ringweg van de Sloveense hoofdstad Ljubljana. Op het knooppunt kruist de A1 naar Maribor en Koper met de H3 naar Kranj.
Het knooppunt is uitgevoerd als een half sterknooppunt. 
| Aansluitende wegen | Aansluitende wegen | Aansluitende wegen  | Aansluitende wegen | Aansluitende wegen |
| ------------------ | ------------------ | ------------------- | ------------------ | ------------------ |
|                    |                    | A1 richting Maribor |                    |                    |
|                    |                    |                     |                    |                    |
| H3 richting Kranj  |                    |                     |                    |                    |
|                    |                    |                     |                    |                    |
|                    |                    | A1 richting Koper   |                    |                    |

Dolga Vas · 
Dragučova · 
Draženci · 
Gabrk · 
Koseze · 
Kozarje · 
Malence · 
Nanos · 
Slavček · 
Slivnica · 
Srmin · 
Zadobrova